# TRF TOUR '98 Live in Unite!
「TRF TOUR '98 Live in Unite!」は、TRFが同年にリリースしたシングル『Unite! The Night!』及び『Frame』、『TRY OR CRY』を収録したアルバム『Unite』を引っ提げて開催された。1996年の『TRF 96 ARENA TOUR SILENT NIGHT』から約1年ぶりのツアー。小室哲哉プロデュースから離れて初のライブとなった。
この模様を収録した映像作品が『TRF 98 Live in Unite!』と題され、1998年9月17日にVHS規格、2000年3月29日に初のDVD規格としてリリースされた。また、2006年11月29日には、avexによるバリュープライスキャンペーンの企画としてDVD廉価版が再リリースされた（2000年リリースのものと同一）。

## 開催日・会場
- 1998年5月28日(木) 市原市市民会館
- 1998年5月30日(土) 群馬県民会館
- 1998年5月31日(日) 大宮ソニックシティ
- 1998年6月2日(火)  宇都宮市文化会館(大ホール)
- 1998年6月4日(木)  アクトシティ浜松
- 1998年6月6日(土)  仙台サンプラザホール
- 1998年6月8日(月)  北海道厚生年金会館
- 1998年6月11日(木) 長野県松本文化会館
- 1998年6月13日(土) 新潟県民会館
- 1998年6月15日(月) 石川厚生年金会館
- 1998年6月17日(水) 広島厚生年金会館
- 1998年6月19日(金) 福岡サンパレス
- 1998年6月21日(日) 熊本市民会館
- 1998年6月23日(火) 大阪厚生年金会館(大ホール)
- 1998年6月24日(水) 大阪厚生年金会館(大ホール)
- 1998年6月26日(金) 名古屋国際会議場 センチュリーホール
- 1998年6月27日(土) 名古屋国際会議場 センチュリーホール
- 1998年6月29日(月) 大阪厚生年金会館(大ホール)
- 1998年6月30日(火) 香川県民会館ホール
- 1998年7月3日(金)  日本武道館
- 1998年7月4日(土)  日本武道館

## セットリスト
1. Future Shock
2. Frame
3. 寒い夜だから・・・
4. Overnight Sensation ～時代はあなたに委ねてる～
5. frisky a GO-GO!!
6. darkscape
7. dance performance
8. Meltin' you
9. Realize
10. EZ DO DANCE
11. Unite The Night!
12. BOY MEETS GIRL
13. It's My TIME
14. TRY OR CRY
15. WORLD GROOVE 3rd. chapter

## クレジット
TRF
- YU-KI
- SAM
- CHIHARU
- ETSU
- DJKOO

TOTAL PRODUCER
- TETSUYA KOMURO

SUPPORT MEMBER
- Rodney Antoon(MDKeyboards)
- Kenny Mosiey(Drums)
- Eric Wood(Perc)
- Jimy Graham(Guitar)
- Gregg Lee(Bass)
- Henry Link “McMillan”(Dancer)
- Ejoe Wilson(Dancer)

## 映像作品
- 『TRF TOUR’98 Live in Unite!』
  - AVVD-90046 (VHS) 1998年9月17日
  - AVBD-91008 (DVD) 2000年3月29日
  - AVBD-91437 (DVD) 2006年11月29日